# Toxicity (сингл)
Toxicity (укр. «Токсичність») — пісня американського гурту System of a Down, яка була випущена другим синглом з їхнього однойменного альбому Toxicity.

## Видання

### Toxicity (макси-сингл)
Автор слів Серж Танкян. 
| #  | Назва                | Автор музики      | Тривалість |
| -- | -------------------- | ----------------- | ---------- |
| 1. | «Toxicity»           | Одадж'ян, Малакян | 3:39       |
| 2. | «X» (Live)           | Малакян           | 3:02       |
| 3. | «Suggestions» (Live) | Малакян           | 2:44       |
| 4. | «Marmalade»          | Малакян           | 2:59       |
| 5. | «Toxicity» (Video)   | Одадж'ян, Малакян | 3:43       |

## Чарти
| Чарт (2002)                               | Найвища позиція |
| ----------------------------------------- | --------------- |
| Австралія (ARIA)                          | 39              |
| Бельгія (Ultratip Flanders)               | 10              |
| Canada (Nielsen SoundScan)                | 46              |
| Німеччина (Media Control AG)              | 88              |
| Нідерланди (Mega Single Top 100)          | 75              |
| Ірландія (IRMA)                           | 47              |
| Швейцарія (Media Control AG)              | 90              |
| Шотландія (Official Charts Company)       | 25              |
| Велика Британія (Official Charts Company) | 25              |
| 4                                         |                 |
| США (Billboard Hot 100)                   | 70              |
| США (Alternative Songs) (Billboard)       | 3               |
| США (Mainstream Rock) (Billboard)         | 10              |

## Сертифікації
| Регіон                                                      | Сертифікація  | Продажі   |
| ----------------------------------------------------------- | ------------- | --------- |
| Данія (IFPI Denmark)                                        | Золотий       | 45 000    |
| Німеччина (BVMI)                                            | Золотий       | 250 000   |
| Італія (FIMI)                                               | Платиновий    | 50 000    |
| Велика Британія (BPI)                                       | Срібний       | 200 000   |
| США (RIAA)                                                  | 3× Платиновий | 3 000 000 |
| продажі+прослуховування, що базуються лише на сертифікаціях |               |           |